# Dipendenza dalla pornografia

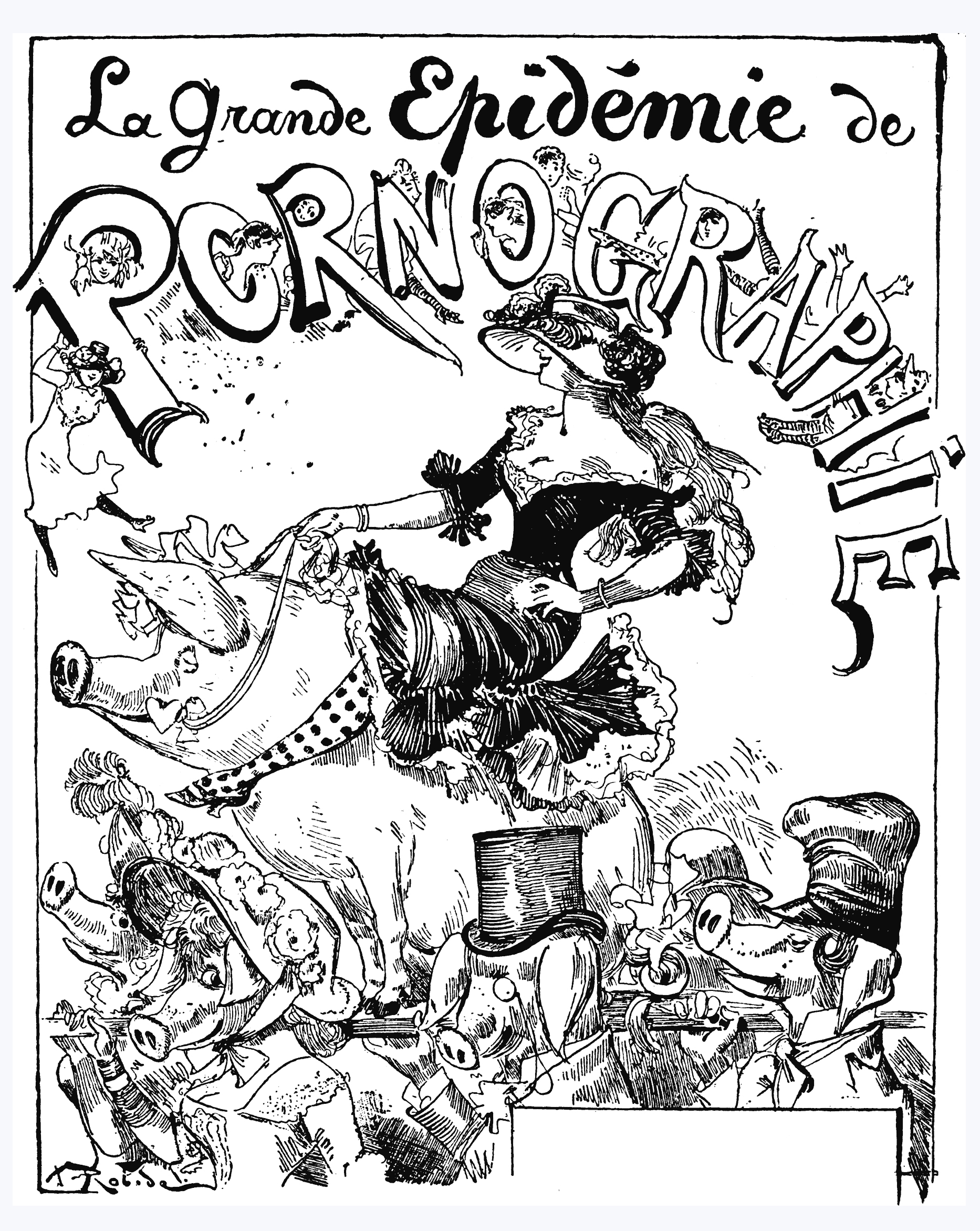
Caricatura sulla "grande epidemia di pornografia" da un'illustrazione francese del XIX secolo

La dipendenza dalla pornografia (in alcuni casi pornodipendenza) è una forma di compulsione caratterizzata da un abuso di visione di pornografia con o senza masturbazione, che comporta una diminuzione della qualità della propria vita personale o familiare. Fa parte della più ampia dipendenza sessuale.
Nonostante la dipendenza da pornografia abbia storicamente interessato gli uomini, recenti dati nazionali e internazionali suggeriscono un incremento della porno-dipendenza femminile.

## Definizione
La prima descrizione del fenomeno risulta effettuata nel 1995 dalla psicologa Kimberly Young, che si è occupata di varie dipendenze dovute a Internet.
Varie pubblicazioni concordano sul fatto che per alcune persone la fruizione di pornografia può raggiungere livelli di abuso pari a quelli riscontrati con l'alcool, il gioco d'azzardo o altre droghe. In particolare Lakshmi Waber, dell'Ospedale dell'Università di Ginevra, descrive: “la persona dipendente da cyber-pornografia può provare un ‘flash’ durante la masturbazione o mentre condivide il materiale erotico con altre persone. Inoltre può risentire dei sintomi di astinenza e avere delle ricadute durante il processo terapeutico, fa diversi tentativi per smettere, senza riuscirci, quindi, di fatto, è assolutamente paragonabile alle altre dipendenze”.
Attualmente la dipendenza da pornografia è indicata come voce secondaria nell’insieme dei disturbi di natura sessuale nel Manuale diagnostico e statistico dei disturbi mentali (DSM-V), che non contempla un problema così specifico, legato esclusivamente al rapporto con la pornografia. Vi sono tuttavia vari psicologi che hanno proposto questo riconoscimento.
La dipendenza da pornografia può essere ritenuta una forma passiva di dipendenza in quanto le pratiche masturbatorie sono stimolate dalla visione di materiali stereotipati, che limitano la libertà di immaginazione che caratterizza la masturbazione “reale”.

### Controversie scientifiche
L'origine e l'esatta terminologia scientifica da applicare al fenomeno sono oggetto di controversie. Alcuni terapeuti la giudicano non comparabile alle dipendenze da sostanze e ritengono non dovrebbe essere classificata come tale.
Erick Janssen, ricercatore al Kinsey Institute, considera il problema come una compulsione, più che una dipendenza, e critica l'uso del termine "dipendenza", in quanto, "anche se il disturbo è simile alla dipendenza, trattare i soggetti come "dipendenti" può non essere di aiuto". Anche per la sessuologa Leanne Weston "compulsivo è un termine più appropriato" per indicare il fenomeno..
Per la letteratura scientifica italiana, al pari della più ampia dipendenza dal sesso, anche la pornodipendenza è lungi dall'essere definita chiaramente, e sul piano terapeutico le linee guida sono ancora incerte e frammentarie.

### Controversie culturali
Risultano invece più ampie controversie sugli aspetti culturali e religiosi di questo problema, laddove la scarsa conoscenza o le forti controversie morali sulla pornografia in generale si interessano allo specifico argomento della dipendenza. In molti interventi, infatti, si confonde sovente la lotta alla pornodipendenza (terapia psicologica) con la lotta alla pornografia (battaglia morale) e all'industria dell'hardcore.

## Diagnosi
Secondo Lavenia (2012) è possibile ipotizzare la presenza del disturbo quando l’individuo:
1. Spende molto tempo nella ricerca attiva del materiale pornografico presente in rete
2. Spinto inizialmente dall’eccitazione per la scoperta casuale di materiale pornografico, in un secondo momento lo ricerca attivamente
3. Si trova a fantasticare sulla gratificazione sessuale che trarrà dalle successive connessioni
4. Nasconde alle persone che lo circondano la propria condotta
5. Prova vergogna, imbarazzo e sensi di colpa per il proprio comportamento
6. Mette in atto pratiche masturbatorie compulsive e controllate, volte a enfatizzare l’emozione derivata dalla visione del materiale pornografico
7. Sperimenta un calo del desiderio sessuale nella vita reale
8. Riesce a masturbarsi solo grazie alla visione del materiale pornografico
9. Vive la propria vita sessuale in termini essenzialmente “fisico” e anaffettivi
10. Continua a fruire del materiale pornografico, nonostante tale attività abbia compromesso significativamente la sua vita familiare, sociale, lavorativa ed economica
11. Ha provato diverse volte a contenere o sospendere tale attività senza riuscirci.

## Conseguenze
Il primo studio rigoroso sugli effetti della pornografia online sui pazienti in cura, a uso dei sessuologi e terapeuti, è stato pubblicato nell'agosto 2000 da Al Cooper con la revisione di Christian Perring.
Le conseguenze generalmente indicate in letteratura psichiatrica sono simili a quelle di altre dipendenze e disagi psichici. Soggetti interessati al fenomeno riportano inoltre alcune conseguenze specifiche del disturbo, quali sessualizzazione del partner, incapacità di innamoramento profondo e ripercussioni sulla coppia. Per Lakshmi Waber "quando non si pensa ad altro che a navigare tutto il giorno su Internet e si trascorrono molte ore al giorno senza fare altro, senza mangiare, senza dormire, senza curarsi delle potenziali relazioni che si potrebbero intrattenere in quel momento, si può parlare di perdita di controllo perché il paziente ha l'impressione di non controllare più il proprio comportamento. I sintomi descritti sono sempre gli stessi, sensazione di astinenza, consumo compulsivo, desocializzazione e difficoltà professionale".
Secondo vari istituti, gli effetti della visione prolungata di pornografia nel cervello umano sono equiparabili a quelli della cocaina.

### Cause
La causa del disordine in generale è sconosciuta come del resto lo sono molti altri comportamenti sessuali difformi dalla norma.
Per gli studiosi clinici la causa può essere dovuta a traumi di tipo psichico.
Secondo le pubblicazioni di Patrick Carnes il ciclo dei comportamenti dipendenti e compulsivi in ambito sessuale inizia invece dalle Convinzioni Inconsce (Core Beliefs) che il dipendente dal sesso ha di sé. Questi possono essere ad esempio:
1. sentirsi una persona cattiva e immeritevole
2. avere la convinzione di non poter essere amato/a
3. credere che i propri bisogni non saranno mai soddisfatti dall'aiuto altrui
4. confondere, nella propria mente, il sesso con l'amore; e quindi percepire il sesso come il bisogno più importante.[19]

Judith Reisman, infine, autrice di The Psychopharmacology of Pictorial Pornography (La psicofarmacologia delle immagini pornografiche) qualifica la pornografia come "erotossina": "La pornografia agisce sul cervello come una droga - è una droga. Guardare film hard infatti rilascia una dose di adrenalina che viene assimilata dal corpo, oltre a una secrezione di testosterone, di ossitocina, di dopamina e di serotonina. È un cocktail di droghe. La pornografia è un eccitante estremamente potente, che provoca euforia".
Nel 2007 è stato pubblicato uno studio decennale di neurologia applicata all'uso di pornografia, condotto dal ricercatore Mark B. Kastleman e che similmente conclude definendo l'abuso di pornografia come "una dipendenza da droga/sostanze", specificando "la pornografia in internet causa il rilascio di un flusso di potenti sostanze neurochimiche nel cervello, virtualmente identiche alle droghe sintetiche".

### Teorie
Secondo Mary Anne Layden, premesso che una delle caratteristiche peculiari della dipendenza è lo sviluppo di tolleranza alla sostanza, allo stesso modo di come i tossicodipendenti abbisognano di sempre maggiori dosi, anche i dipendenti da pornografia avrebbero bisogno di materiale sempre più estremo per ottenere lo stesso livello di eccitamento sperimentato in precedenza.
Il serial killer Ted Bundy dichiarò che la sua dipendenza da pornografia attraversò diverse fasi: da ragazzo, visionava pornografia softcore, successivamente passò all'hardcore e infine alla pornografia violenta; anche se questo potrebbe essere correlato a una sua evoluzione patologica e non necessariamente indice di una gradualità nel consumo di materiale pornografico.
Si nota come i vari stadi non debbano necessariamente essere consequenziali e come non tutti i soggetti affetti dal disturbo passino attraverso tutte le fasi.